# قلعه دختر (خوشاب)
قلعه دختر خوشاب با نام‌های تاریخی قلعه بردارود و قلعه بژدارو مربوط به سدهٔ ۶ تا ۸ ق (دولت اسماعیلی) است و در شهرستان بردسکن، بخش مرکزی، دهستان کوهپایه، ۶ کیلومتری شرق روستای خوشاب واقع شده و این اثر در تاریخ ۳ خرداد ۱۳۸۶ با شمارهٔ ثبت ۱۹۱۱۹ به‌عنوان یکی از آثار ملی ایران به ثبت رسیده است. این قلعه تاریخی به گفته حمدالله مستوفی به همراه قلعه آتشگاه، قلعه مجاهدآباد و قلعه میکال یکی از چهار قلعه مهم منطقه ترشیز بوده است.